# Обичник
О́бичник (болг. Обичник) — село в Кирджалійській області Болгарії. Входить до складу общини Момчилград.

## Населення
За даними перепису населення 2011 року у селі проживали 19 осіб.
Розподіл населення за віком у 2011 році:
Динаміка населення: